# Джеффрі Ку-старший
Джеффрі Ку старший (кит.: 辜濂松, піньїнь: Gū Líansōng; нар. 8 вересня 1933 , префектура Тайтюd, Японська імперія  — 6 грудня 2012 , Мангеттен, Нью-Йорк ) — тайванський банкір-мільярдер, який був почесним головою правління та керуючим Chinatrust Bank і співзасновником Koos Group.

## Сімейне походження
Підйом сім'ї Ку сягає кінця дев'ятнадцятого століття в Лугані, який на той час був столицею. Предки першого покоління Ку мали монопольні інвестиції в камфору, сіль, цукор і землю.

## Раннє життя
Ку народився в 1933 році в префектурі Тайчу на японському Тайвані. Він закінчив Університет Сучжоу в Тайбеї в 1957 році зі ступенем бакалавра з бухгалтерського обліку, переїхав до Нью-Йорка (жив у Бруклін-Гайтс) і закінчив Школу бізнесу Стерна при Нью-Йоркському університеті в 1962 році зі ступенем MBA: його молодший син Андре Ку і старший онук Андре Ку-молодший також відвідували NYU Stern як треті випускники спадщини.

## Особисте життя
Приблизно в середині XX століття Ку заснував разом зі своїм дядьком Ку Чен-фу компанію Koos Group, яка є конгломератом/консорціумом підприємств, включаючи цемент, страхування, фінансові послуги, лізинг, гостинність тощо. Chinatrust Financial Holding — один із найбільших, шанованих та приватних комерційних банків в Азії.
У Ку залишилися дружина, дочка і троє синів. Старший — Джеффрі Ку-молодший, а молодший син — Андре Ку. Старший син Андре Ку, Андре Ку молодший, є спадкоємцем сімейної імперії.

## Чистий сімейний капітал
У 2001 році The Wall Street Journal повідомляв, що загальні активи Koos Group становили 36 мільярдів доларів США. На сьогодні загальні активи родини Ку оцінюються в понад 250 мільярдів доларів США.

## Кар'єра
У 1966 році Ку заснував те, що зараз називається Chinatrust Commercial Bank. Він був заснований під назвою China Securities and Investment Corporation. У 1971 році його назву було змінено на Chinatrust Investment Company Limited. У 1992 році він був перетворений на Chinatrust Commercial Bank.
Банк має дочірні компанії на Філіппінах, у США, Канаді та Індонезії, іноземні філії в Сінгапурі, Гонконгу, Індії, Японії та В'єтнамі, а також іноземні представництва в Лондоні, Бангкоку, Ханої, Пекіні, Манілі та Лос Анджелесі.
CTBC Bank був відзначений міжнародними професійними агентствами як найкращий банк Тайваню в журналах Asiamoney та The Asset. У сфері корпоративного банкінгу Global Finance і Asiamoney визнали CTBC Bank найкращим валютним банком Тайваню, а журнали Global Finance, The Asset, The Asian Banker, The Corporate Treasurer і Global Trade Review визнали CTBC Bank найкращим банком торгового фінансування на Тайвані. The Asian Banker вдев'яте назвав CTBC Bank найкращим роздрібним банком Тайваню та в одинадцятий раз назвав його найкращим банком з управління капіталом на Тайвані за рейтингом Euromoney.
Ку був призначений послом з особливих доручень, який представляв Тайвань у китайсько-тайванських відносинах.
У червні 2008 року журнал Forbes поставив його на шосте місце серед найбагатших людей Тайваню зі статками 2,8 мільярда доларів США.
Ку також є лауреатом стипендій Ейзенхауера, членом Опікунської ради та членом АТЕС (Азіатсько-Тихоокеанського економічного співробітництва).

## Нагороди і почесні звання
- Орден Вранішнього Сонця, Золота та Срібна Зірка від уряду Японії (2012)[9]
- Почесний доктор філософії з бізнесу Університету Де Ла Саль на Філіппінах (1989)
- Почесний доктор Східно-Китайського педагогічного університету, Шанхай, Китай (2012)

## Смерть
Ку поїхав до Нью-Йорка для лікування хвороби Паркінсона і помер у Меморіальному онкологічному центрі Слоуна-Кеттерінга 6 грудня 2012 року.